# Vùng liên bang Viễn Đông

Vùng liên bang Viễn Đông (tiếng Nga: Дальневосточный федеральный округ, đã Latinh hoá: Dalnevostochny federalny okrug) là vùng liên bang lớn nhất trong 8 vùng liên bang của Nga, đây cũng là vùng có dân số ít nhất, với 6.692.865 người (74,3% dân thành thị) và diện tích 6.215.900 km². Vùng liên bang Viễn Đông được thành lập năm 2000 bởi tổng thống Vladimir Putin. Vùng liên bang Viễn Đông bao gồm phần lớn lãnh thổ của khu vực Viễn Đông Nga.

## Các chủ thể liên bang
| #  | Cờ | Chủ thể liên bang   | Thủ phủ/Trung tâm hành chính |
| -- | -- | ------------------- | ---------------------------- |
| 1  |    | Tỉnh Amur           | Blagoveshchensk              |
| 2  |    | Cộng hòa Buryat     | Ulan-Ude                     |
| 3  |    | Tỉnh tự trị Do Thái | Birobidzhan                  |
| 4  |    | Vùng Zabaykalsky    | Chita                        |
| 5  |    | Vùng Kamchatka      | Petropavlovsk-Kamchatsky     |
| 6  |    | Tỉnh Magadan        | Magadan                      |
| 7  |    | Vùng Primorsky      | Vladivostok                  |
| 8  |    | Cộng hòa Sakha      | Yakutsk                      |
| 9  |    | Tỉnh Sakhalin       | Yuzhno-Sakhalinsk            |
| 10 |    | Vùng Khabarovsk     | Khabarovsk                   |
| 11 |    | Khu tự trị Chukotka | Anadyr                       |

### Các thành phố lớn nhất
Theo điều tra dân số của Nga năm 2010:
1. Vladivostok: 592.034
2. Khabarovsk: 577.441
3. Ulan-Ude: 404.426
4. Chita: 324.444
5. Yakutsk: 269.601
6. Komsomolsk-na-Amure: 263.906
7. Blagoveshchensk: 214.309
8. Yuzhno-Sakhalinsk: 181.728
9. Petropavlovsk-Kamchatsky: 179.780
10. Ussuriysk: 158.004
11. Nakhodka: 148.826
12. Artyom: 102.603
13. Magadan: 95.982
14. Birobidzhan: 75.413